# Строма рожњаче
Строма рожњаче (лат. substantia propria) влакнасти је, жилави, непопустљиви, савршено провидни и најдебљи слој рожњаче ока. Налази се између Бауманове мембране (напред) и Десцеметове мембране (позади).

## Грађа
У свом средишту, људска строма рожњаче која је дебљине око 1,5–2,5 μм састоји се од око 200 спљоштених ламела (слојева колагених влакана), наслоњених једна на другу. Предње ламеле строме рожњаче испреплетене су више од задњих. Влакна сваке ламеле међусобно су паралелна, али под различитим угловима у односу на суседне ламеле. Ламеле производе кератоците рожњаче (ћелије везивног ткива рожњаче), које заузимају око 10% supstantia propria.
Осим ћелија, главни безводни састојци строме су колагени фибрили и протеогликани (посебна врста гликопротеина са великом количином полисахарида). 
Колагена влакна изграђена су од мешавине колагена тип I и тип V. Њихове молекуле су нагнуте за око 15 степени у односу на осу фибрила и због тога је аксијална периодичност влакана смањена на 65 нм (у тетивама је периодичност 67 нм). Пречник влакана је једноличан и варира од врсте до врсте (у хуманом оку он је око 31 нм). 
Протеогликани у рожњачи су направљени од малог протеинскског језгра, на које је везан један или више гликозаминогликана (ГАГ) ланаца. ГАГ ланци су негативно набијени. У рожњачи постоје две различите врсте протеогликана:
- хондроитин-сулфат / дерматан сулфати (CD / ДС) и

- кератан сулфати (КС).

У говеђој рожњачи, дужина ЦС/ДС протеогликана је око 70 нм, док су КС протеогликани дуги око 40 нм. 
Протеинска језгра протеогликана причвршћују се на површину влакана колагена путем ГАГ ланаца, који штрче према споља ГАГ ланци су у стању да формирају антипаралелне везе са другим ГАГ ланцима из суседних фибрила, вероватно посредством позитивно набијених јона. На тај начин настају мостови између суседних колагених влакана. Ови мостови су подложни топлотном кретању што их спречава да поприме потпуно проширену конформацију. То резултује силама које теже међусобном приближавању суседних влакана. Истовремено, набоји на ланцима ГАГ привлаче јоне и молекуле воде помоћу Донавановог ефекта. Повећана количина воде између влакана резултује силама које теже њиховом раздвајању. Тиме се постиже равнотежа између привлачећих и одбојних сила за одређене међуфибрилске удаљености, што зависи од врсте присутних протеогликана. Локално су раздвајања између суседних влакана колагена врло уједначена.
Провидност строме углавном је последица изванредног нивоа уређености распореда колагених влакана у ламелама и једноликости величине фибрила. Светлост која улази у рожњачу расипа се у сваком фибрилу. Распоред и величина влакана су такви да је распршена светлост ометена конструктивно само у правцу према напред, пропуштајући светлост до мрежњаче.
Влакна у ламелама су директно континуирана са влакнима беоњаче, у којима су груписан у снопове. Колагена влакна делују више у слепоочно-носном смеру него у смјеру горе-доле.

## Ембриологија
Током развоја ембриона, строма је изведена из нервног гребена, када се од примитивног мезодермалног недиференцираног ткива касније диференцира ендотел и строма рожњаче са њеним пигментним епителом.